# 에디 로렌스
에디 로렌스(Eddie Lawrence, 1919년 3월 2일 ~ 2014년 3월 25일)는 미국의 배우, 텔레비전 배우, 작사가, 작곡가 겸 작사가, 무대 연출가이다.
맨해튼에서 사망하였다.

## 영화
- 와일드 파티 (1975년)
- 블레이드 (1973년)
- 밍스키 (1968년) - 스크래치 역